# Alfonso Franco
Alfonso Franco (Messina, 1466 – Messina, 1523) è stato un pittore italiano.

## Biografia
Alfonso Franco altrimenti noto con l'appellativo Argentero è stato un pittore e argentiere italiano attivo nel rinascimento in Sicilia. Nel 1479 fu allievo di Iacobello De Antonio figlio di Antonello da Messina e compagno di bottega di Antonio di Saliba. La maggior parte delle opere sono realizzate a Messina e nel circondario.
Mariano Riccio fu un suo allievo.

## Opere
La maggior parte delle sue opere sono state distrutte dal terremoto di Messina del 1908.
- XVI secolo, San Cristoforo, dipinto, opera colossale documentata nella basilica cattedrale protometropolitana della Santa Vergine Maria Assunta di Messina.[1][2]
- XVI secolo, Disputa di Gesù nel Tempio, dipinto, opera documentata nella chiesa di Sant'Agostino di Messina.[1][3][2]
- 1520, Deposizione, dipinto raffigurante la Vergine Maria, Gesù Cristo, San Giovanni e San Francesco, opera autografa recante l'iscrizione "Hoc opus fecit Alfonczu Francu Argenteru 1520" documentata nella chiesa di San Francesco di Paola.[2]
- XVI secolo, Madonna con due Santi, dipinto raffigurante la Vergine Maria al centro della scena, protetta da San Giovanni Battista e il profeta Elia. Nella lunetta è riprodotta la Crocifissione, opera custodita nella sagrestia della cattedrale di San Nicola di Taormina.[2]